# 培德里古民居群
培德里古民居群，位于中国广东省佛山市禅城区松风路培德里40—50号，为，类型为古建筑，1998年4月30日公布为佛山市文物保护单位，登录名为培德里西部。2006年10月25日重新公布时更改登录名为培德里古民居群。
培德里西部的历史年代为清—民国。